# كاتو غوفس
كاتو غوفس (باليونانية: Κάτω Γούβες أي غوفس السفلى)‏ هي قرية كبيرة على الساحل الشمالي لجزيرة كريت في اليونان. يبلغ عدد سكان كاتو غوفس 1220 نسمة، وتتبع لبلدية غوفس في محافظة إيراكليون، التي تضم عدة قرى مجاورة. تشكل السياحة من أهم مصادر الدخل في القرية، حيث تنتشر الفنادق والمنتجعات والمطاعم، فيما يعمل العديد من السكان في زراعة الكروم وزراعة الزيتون وإنتاج الزيت والنبيذ وزراعة الخضروات (خاصة الطماطم) وكذلك البطيخ. تقع كاتو غوفس على السفح الغربي لتلة إديري على مسافة 20كم من إيراكليون.
من كنائس غوفس كنيسة العذراء ينبوع الحياة وكنيسة القديس يوحنا وكنيسة القديس جورجاوس وكنيسة ميلاد العذراء.
توجد في كاتو غوفس عيادة وبنوك ومحلات تجارية وروضة أطفال (بالإضافة إلى أخرى في الجزء العلوي من غوفس) والمدرسة الابتدائية والمتوسطة وثانوية ومركز خدمات. يلعب فريق كرة القدم المحلي في دوري الهواة من بطولة اتحاد إيراكليون.

## بلدية غوفس
يبلغ عدد سكان منطقة بلدية غوفس 2087 نسمة، ويقع مقرها في القرية ولها سلطة على البلدات التالية:
- غوفس (367 نسمة)
- آيا بيلاغيا (93 نسمة)
- كاتو غوفس (1220 نسمة)، مقر البلدية.
- بيليكيتا (190 نسمة)
- سكوتينو (217 نسمة) .

## البيانات التاريخية
بلغ عدد سكان غوفس بحسب كاستروفيلاكاس (ص 94) 252 نسمة في عام 1583.
أيضا، الظلام يشير فقط إلى 1671 ثم إلى (التركية التعداد) مع 17 χαράτσα اسم الظلام Perama. وفيما يتعلق اسم الظلام، يعتبر أنه نظرا إلى معبد أجيا باراسكيفي في الظلام، الذي يقع في مدخل الكهف. أنها بنيت خلال البندقية العصر. من هذه، إلى أن كان خلال فترة البندقية.
اسم غوفس مشتق من كلمة γούβα أي حفرة. في جزيرة كريت كانت تستخدم هذه الحفر لحفظ الحبوب في الوثائق البندقية كان يشار إليها ب"busa".